# Plutarchia giraulti
Plutarchia giraulti är en stekelart som beskrevs av Subba Rao 1974. Plutarchia giraulti ingår i släktet Plutarchia och familjen kragglanssteklar.
Artens utbredningsområde är Nigeria. Inga underarter finns listade i Catalogue of Life.